# VW Concept D
Der VW Concept D ist eine im Herbst 1999 auf der IAA in Frankfurt am Main vorgestellte Designstudie von Volkswagen zu einer  Oberklassenlimousine.
Das Fahrzeug hat einen V-Zehnzylinder-Turbo-Dieselmotor mit 5,0 Liter Hubraum, 230 kW (313 PS) und 750 Nm sowie ein Sechsstufen-Automatikgetriebe (Tiptronic mit Schaltwippen am Lenkrad), Aluminiumfahrwerk, elektronisch geregelte Luftfederung mit Niveauregulierung, Elektrische Feststellbremse, Bi-Xenon-Scheinwerfer und Allradantrieb.
Die Studie ist ein fünftüriger Prototyp des VW Phaeton.